# Cercosaura argulus
Cercosaura argulus är en ödleart som beskrevs av  Peters 1863. Cercosaura argulus ingår i släktet Cercosaura och familjen Gymnophthalmidae. IUCN kategoriserar arten globalt som livskraftig. Inga underarter finns listade i Catalogue of Life.